# Korrekturlesen
Unter Korrekturlesen versteht man die Prüfung eines Textes auf etwaige Fehler und zwecks anschließender Berichtigung. Im traditionellen Druckwesen wurde dazu gewöhnlich ein Manuskript oder dessen Kopie zum Vergleich verwendet, nach dessen Vorlage gesetzt wurde.
Früher enthielten Texte zum Beispiel typografische Fehler, die während des Setzens von der Setzmaschine verursacht wurden, z. B. durch falsche Lettern oder technische Mängel. Daher rührt auch die Bezeichnung Typo für Tippfehler, die sich auf einen versetzten oder falschen Buchstaben bezieht. Als handgeschriebene Vorlagen (daher der Begriff Manuskript von lateinisch manu scriptum = von Hand Geschriebenes) noch üblich waren, war es für die Revision eines Textes häufig einfacher, ein Manuskript zunächst zu setzen und eine Kopie anzufertigen, um diese dann auf Fehler zu überprüfen und mit Korrekturzeichen zu versehen. Wichtig war dabei, den ursprünglichen Text des Autors oder seine Absicht nicht zu verfälschen. Daher wurde und wird auch heute noch z. B. bei Fachveröffentlichungen eine Autorenkorrektur, also vom ursprünglichen Verfasser durchgeführt, die als Revision bezeichnet wird.
Heutiges Korrekturlesen bezieht sich gewöhnlich auf die Revision eines beliebigen Textes, ob gedruckt oder in digitaler Form (auf einem Computer), und dessen Überprüfung auf Fehler. Hauptsächlich werden beim Korrekturlesen die Rechtschreibung, Zeichensetzung und Grammatik korrigiert. Ein professionelles Korrektorat beinhaltet zudem die Korrektur der Formatierung und des Ausdrucks. Stilistische Änderungen werden jedoch nicht vorgenommen. Das Korrekturlesen wird zum Beispiel von Studenten, Lehrenden, Firmen oder Autoren in Anspruch genommen, wenn es um wichtige Abschlussarbeiten, Unterrichtsmaterialien oder Publikationen geht. Korrektur gelesen werden auch automatisch erzeugte Texte, etwa nach einer computerunterstützten automatischen Übersetzung oder einer Retrodigitalisierung.
Nicht zu verwechseln ist das Korrekturlesen mit dem Lektorat, das die Aufgaben des Korrektorats nur teilweise beinhaltet. Bei einem Lektorat werden dem Autor zusätzlich inhaltliche und stilistische Änderungen vorgeschlagen, wenn sie zum Beispiel dem Verständnis, dem Lesefluss oder dem Spannungsbogen dienen können.

## Automatisierung
Die ursprüngliche Funktion des Korrekturlesens kann heutzutage weitgehend durch Computerprogramme zur Grammatik- und Rechtschreibprüfung übernommen werden. Daher gibt es den Beruf des Korrektors kaum noch. Bis Mitte der 2010er-Jahre verließen sich Computerprogramme primär auf elektronische Wort- und Begriffskataloge (Wörterbuch) und waren damit lediglich in der Lage, einen Text bis zu einem gewissen Grad auf formale Fehler (Rechtschreibung, Zeichensetzung, einfache grammatikalische Konstruktionen) zu überprüfen. Ihr Einsatz musste überwacht werden, da diese Programme keine stilistische und sachlich-inhaltliche Prüfung leisten konnten. So können zum Beispiel bei Worttrennungen im Zeilensatz sinnentstellende Wortbildungen entstehen (z. B. Urin-stinkt statt Ur-instinkt oder Vers-enden statt Ver-senden), die wiederum durch entsprechende Wortkataloge teilweise vermieden werden können. Die Pflege dieser integrierten Wortkataloge muss dabei für jedes Textverarbeitungsprogramm getrennt vorgenommen werden, wobei der Aufwand dafür je nach der verwendeten Sprache sehr unterschiedlich ist.
In den späteren 2010er-Jahren entwickelten sich Korrekturprogramme durch den Einsatz von Technologien wie Maschinenlernen und künstliche neuronale Netze deutlich weiter, insbesondere, was die stilistische Analyse sowie die Korrekturvorschläge nach Nutzervorgaben angeht. Auch das sachlich-inhaltliche Verständnis verbessert sich seither stetig. Ein weiterer Vorteil einiger dieser Lösungen ist, dass sie aus der Cloud heraus bereitgestellt werden und anwendungsübergreifend genutzt werden können. Allerdings sind gängige Korrekturprogramme auch im Jahr 2024 noch nicht fehlerfrei.